# شهریارک ایفیس
شهریارک ایفیس (نام علمی: Pomarea iphis) نام یک گونه از سرده شهریارک‌های سیاه است.